# ذي برقان (السدة)

تعديل مصدري - تعديل

ذي برقان محلة تابعة لقرية شيعان، التابعة لعزلة بني العثمانيين بمديرية السدة إحدى مديريات محافظة إب في الجمهورية اليمنية.، بلغ تعداد سكانها 143 حسب تعداد اليمن لعام 2004.